# Золочівка (Дубенський район)
Зо́лочівка — село в Україні у Боремельській сільській громаді Дубенського району Рівненської області. Населення становить 379 осіб.

## Географія
У селі бере початок річка Берег.

### Розташування
Золочівка — село розташоване на межі із Волинською і Рівненською областями: за 100 кілометрів від міста Рівного, за 30 км — від Луцька, за  9 км від залізничної станції. Координати: 50˚31′ північної широти, 25˚13′ східної довготи; висота над рівнем моря: 211 м. Загальна площа села — 325 га.

## Історія

### Археологічні знахідки
Археологічні розкопки, проведені у кінці XIX ст. біля сусідніх сіл Радомишля до Баківець, дають підстави стверджувати, що на цій території проживали люди з часів Київської Русі.

### Російський період

Село на російській карті 1873 року

Село під назвою Злочівка вперше згадане в документі «Ревізія Луцького замку 1545 року», як власність панів Злочевських Земка і його брата і відносилась до городні нижнього Луцького замку. Другий документ теж від 1545 року знаходимо у книзі «Торгівля на Україні XIV — середини XVII ст. Волинь і Наддністрянщина». У книзі 255 документів, які відтворюють тогочасну економіку, торгівлю, ділову мову. Тут три рази згадується село Золочівка. У документах 1561 і 1562 рр. Золочівка виступає як власність Яна Монтовича-Коблинського. За реєстром поборовим Луцького повіту з 1570 року — то була власність Прусиновських.
Золочівка — колишнє державне та власницьке село при річці Берег, належало до Боремельської волості Дубенського повіту Волинської губернії з центром у містечку Боремель.
У кінці XIX століття в Золочівці нараховувалось 106 дворів і 848 жителів, а в 1911 році — 141 дім і 1000 жителів. У селі була православна церква, костел, 2 постоялих будинки, млин — 10 000 пудів річного перемолу. 
7 (20) листопада 1917 року, відповідно до Третього Універсалу Української Центральної Ради, увійшло до складу Української Народної Республіки.
Зі спогадів старожилів дізнаємось, що з кінця 30-х років XX ст. село населяли не тільки українці, а й чехи, поляки, німці, євреї. У селі збудовано ще одну церкву — Дім молитви євангельських християн баптистів. Село пережило Першу і Другу світові війни, які не раз перетворювали його на руїну. Але його населення все-таки зберегло рідну мову, культуру та традиції.
У сімнадцятих роках XVIII ст. у Золочівці була відкрита школа. Спочатку була чотирирічною. Окремого приміщення під школу не було, тож заняття проводились у приватних будинках заможних селян.

### Друга світова війна

Село та околиці на німецькій карті 1941 року

### Повоєнний період
1 вересня 1975 року гостинно відкрило двері нове приміщення восьмирічної школи, розрахованої на 200 дітей.
У 50-тих роках у Золочівці у невеликій хатині на Простій дорозі (так називається по-сільському Центральна вулиця) відкрито медичний пункт. У 80-х роках — обладнано нове приміщення медпункту.

### Незалежна Україна
22 червня 2000 року рішенням Рівненської обласної ради № 174 «Про утворення Золочівської сільської ради» утворено Золочівську сільську раду з адміністративним центром в селі Золочівка. До її складу включено села: Золочівка та Ниви-Золочівські. Територія сільської ради займає північно-західну частину Демидівського району і становить 7065,8 га.
27 серпня 2000 року село урочисто відзначило своє 455-річчя, а місцева школа — 25-ти річний ювілей, презентовано фільм Михайла Юхти «Моє рідне село».
29 серпня 2010 року Золочівка відсвяткувала свою 465 річницю.
У 2013 році 5 травня церква Євангельських християн-баптистів відсвяткувала 10-ти річний ювілей.
13 жовтня 2013 року Свято-Покровська церква у с. Золочівка відзначила своє 80-ти річчя.
12 червня 2020 року, відповідно до розпорядження Кабінету Міністрів України № 722-р від «Про визначення адміністративних центрів та затвердження територій територіальних громад Рівненської області», увійшло до складу Боремельської сільської громади Демидівського району.
19 липня 2020 року, в результаті адміністративно-територіальної реформи та ліквідації Демидівського району, село увійшло до складу Дубенського району.
у 2022 році Золочівську школу закрили а місцевих дітей перевели до Боремельського ліцею.

## Населення
За переписом населення України 2001 року в селі мешкало 436 осіб.

### Мова
Розподіл населення за рідною мовою за даними перепису 2001 року:
| Мова       | Відсоток |
| ---------- | -------- |
| українська | 99,54 %  |
| російська  | 0,46 %   |

## Економіка
Підприємства, які орендують земельні частки (паї) на території сільської ради:
- Товариство з обмеженою відповідальністю «Хавест-агро» — господарство займається вирощуванням зернових та технічних культур;
- Товариство з обмеженою відповідальністю «Городище» — господарство займається вирощуванням зернових та технічних культур;
- Товариство з обмеженою відповідальністю «Райз-Захід» — господарство займається вирощуванням зернових та технічних культур.

## Транспорт
Автобусне сполучення кожну годину: Луцьк — Демидівка, Луцьк — Берестечко, Підгайці — Рівне, Рівне — Пашева, Золочівка — Луцьк.

## Освіта
Діє дошкільний навчальний заклад «Лелека».
Школа:Золочівська ЗОШ l-ll ст.

## Релігія

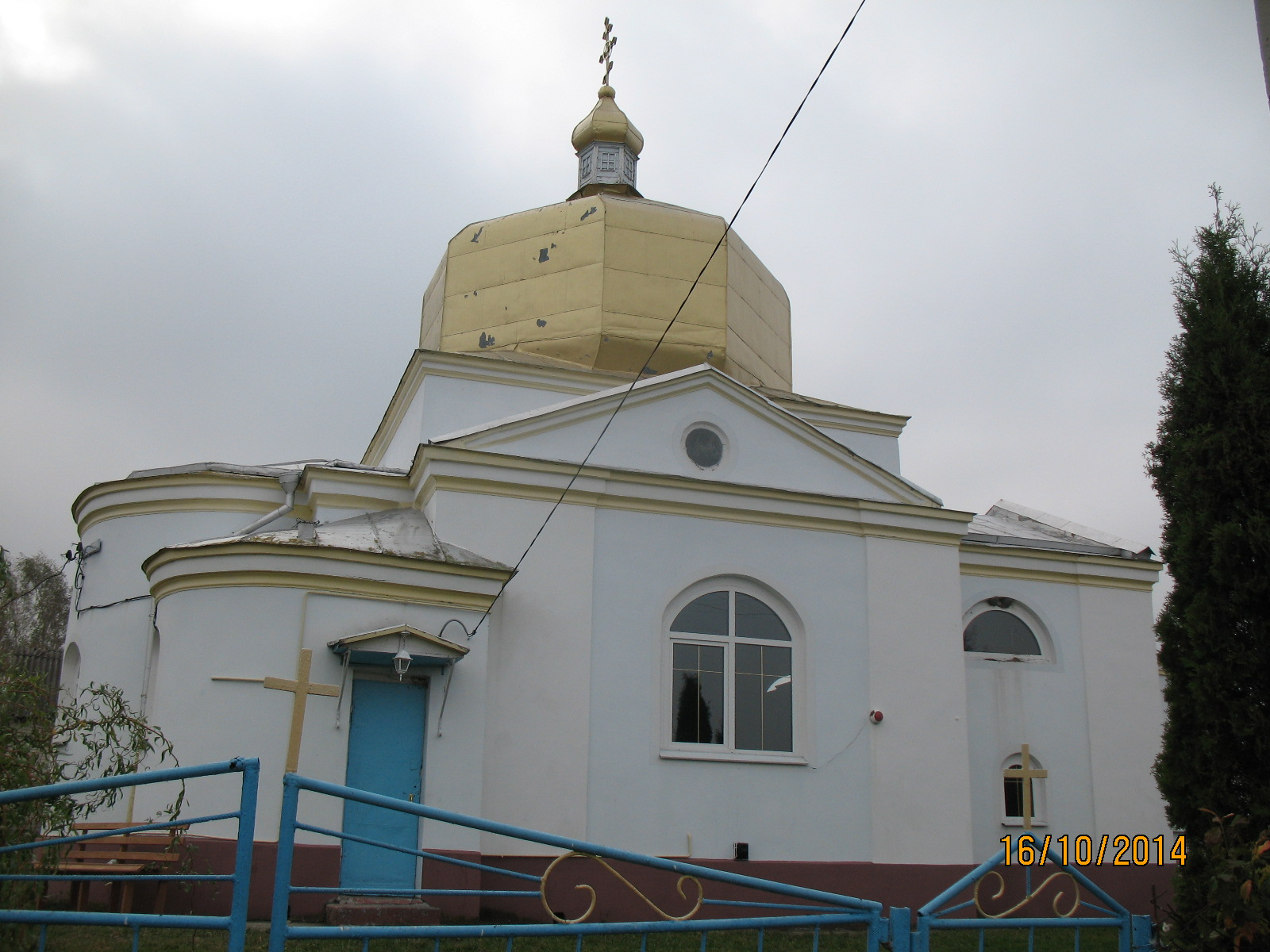
Церква Покрови Богородиці

- Свято-Покровська церква (Церква в ім'я Покрови Пресвятої Богородиці)
- Церква євангельських християн-баптистів

## Культура
- Геодезичний пункт, який охороняється державою: свідчення цьому є поіржавіла табличка на льосі в обійсті жительки села і закопана металічна труба неподалік — знак про поклади нафти. Координати об'єкта: з півночі Угринів, з півдня Боремель, із заходу Колодежі, зі сходу — Малево: межа Горохівського району Волині і Демидівського Рівненщини.
- Криниця на обійсті Яциків-Смішків, викопана у 1914 році, воду з якої пив гетьман Павло Скоропадський;
- Пам'ятник воїнам Великої Вітчизняної війни. Автор пам'ятника — О.Лебедев;
- Пам'ятний знак «Героям України» (колишній хутір Синякова, на місці загибелі останнього командира УПА-«Північ» «Дубового» (Івана Литвинчука));
- Меморіальна дошка в пам'ять про останнього командира УПА-«Північ» «Дубового» (Івана Литвинчука)) на приміщенні Золочівської ЗОШ І-ІІ ст.;
- Польське кладовище;

## Відомі люди
- Ярослав Володимирович Лінько — хірург, ортопед, кандидат медичних наук, завідувач клінічним відділенням Інституту хірургії в Києві;
- Міщук Ростислав Софронович — український філолог та літературознавець. Працював заступником директора Інституту літератури імені Рильського у Києві, автор книги «Проза української літератури XX ст.»;
- Романюк Микола Ярославович — міський голова м. Луцька;
- Василь Семенович Бучман — старший науковий співробітник науково-дослідного Інституту гірського лісництва курортів і екології лісу;
- Капунов Анатолій Іванович — заслужений артист України, соліст хору імені Григорія Вірьовки;
- Ія Петрівна Карпенко-Присяжнюк — лікар-гінеколог, викладач Луцького медучилища, автор наукової роботи «Сто ситуаційних акушерських задач»;
- Микола Іванович Мельничук — художник-іконописець, створив картину «Бій під Крутами»;
- Віра Мефодіївна Горлецька — поліглот, володіє сімома європейськими мовами, працює в Луцьку в Мальтійській службі гуманітарної допомоги;
- Емілія Трохимівна Цісар — лікар-ларинголог, 40 років працювала в поліклініці при Львівському державному університеті;
- Ярош Анатолій Петрович — цілитель-костоправ;
- Віра Лукашівна Мисан-Іващенко, Мирослава Мусіївна Юхта — автори книги «Краса і біль Золочівки»;
- Михайло Юхта — автор фільму «Моє рідне село»;
- Народні умільці: Борис Ірина Степанівна (вишивальниця), Малецька Мирослава Геннадіївна (вишивальниця), Савелюк Наталія Віталіївна (бісероплетіння), Перванчук Ганна Петрівна (вишивальниця), Циганюк Юлія Миколаївна (вироби з паперу, бісеру, ниток, мушлі), Тижук Наталія Вельмухамедівна (в'язання), Андрощук Галина (вишивальниця), Циганюк Олександр Володимирович (бджоляр), Бончковський Микола Ярославович.